# Styx (Griechenland)

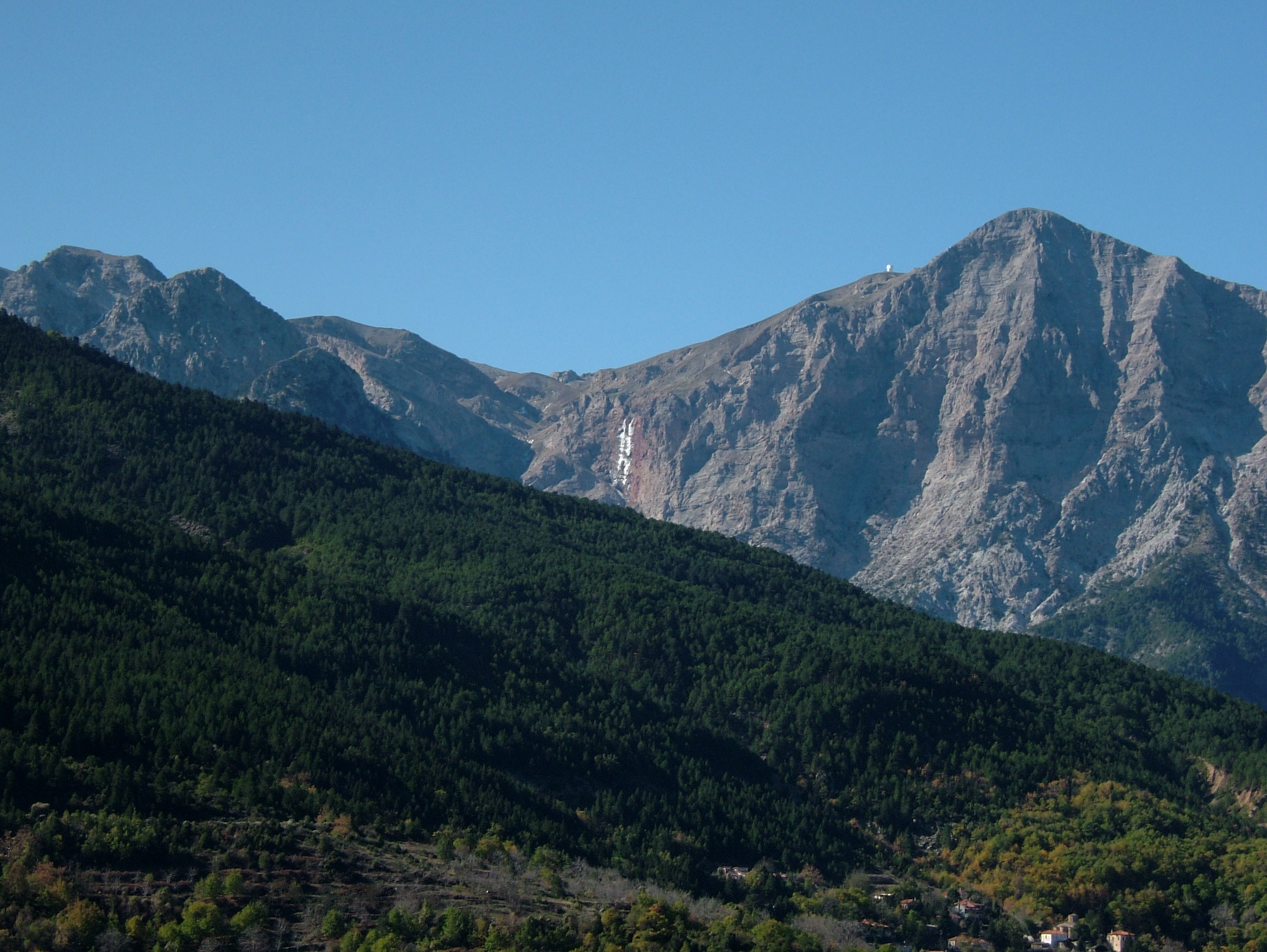
Gesamtansicht des Chelmos und des Styx-Wasserfalls

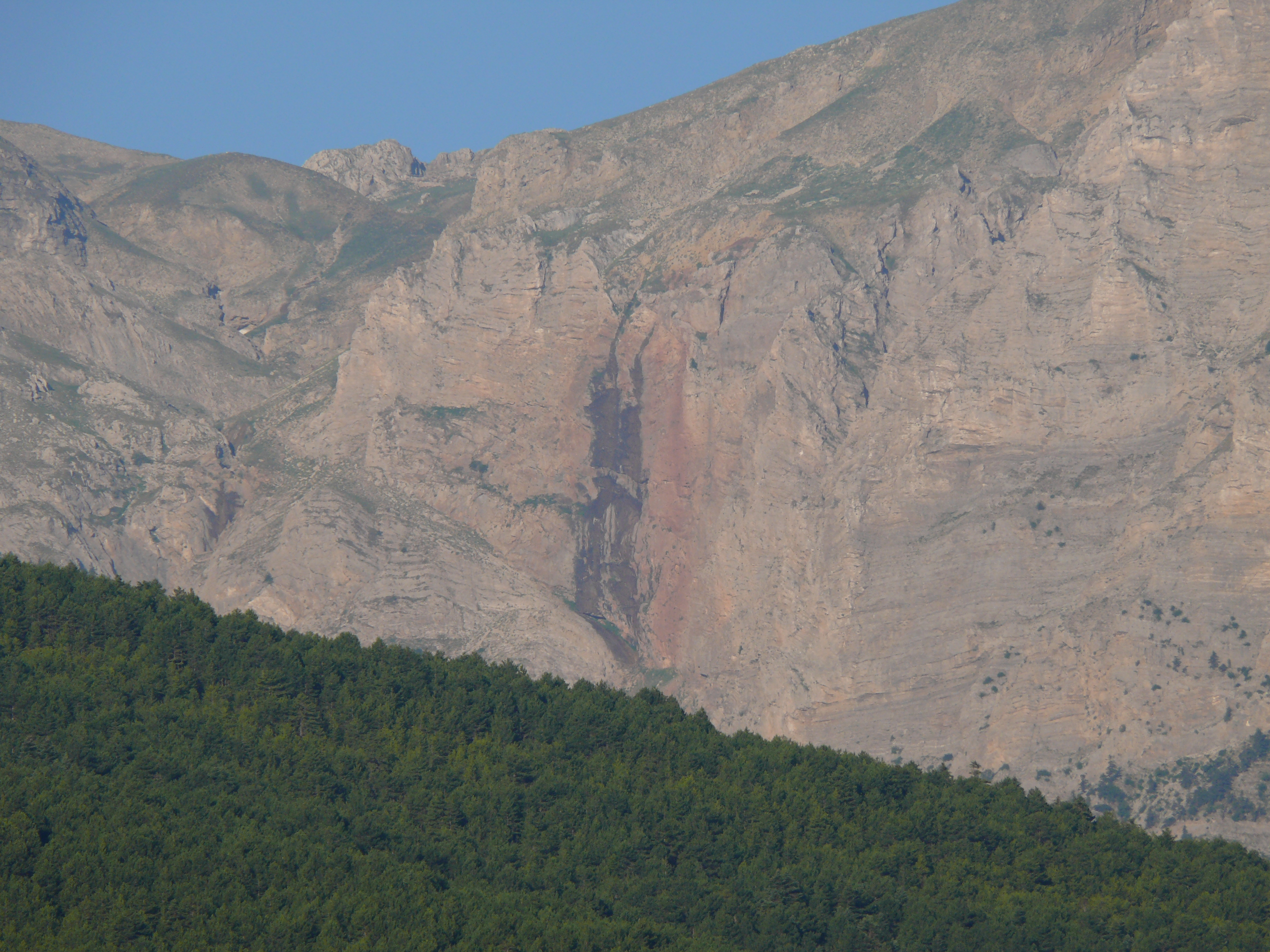
Das Wasser des Styx

Die Styx (altgriechisch Στυξ) neugriechisch Styga (Στύγα (f. sg.)), heutzutage auch Mavroneri (Μαυρονέρι ‚Schwarzes Wasser‘ (n. sg.)) genannt, ist ein unregelmäßig fließendes, nur ein paar hundert Meter langes Flüsschen nahe Peristera im Bergmassiv Aroania oder Chelmos in Achaia im Norden der Peloponnes in Griechenland. Er ist ein Quellfluss des Krathis. Man bringt ihn anhand von Hesiods Beschreibung in der Theogonie mit dem mythischen Fluss Styx in Verbindung.

## Geographie
Aus der fast senkrechten südöstlichen Felswand des Berges Neraidorachi oder Neraidochori (2341 Meter) im Aroania-Gebirge (auch Chelmos genannt) stürzt der Wasserfall des Styx etwa 200 Meter tief in eine Schlucht. Der Fuß des Wasserfalls liegt auf etwa 1600 Meter Höhe. Hinter dem Wasserfall findet sich eine kleine Höhle und eine Schuttreiße (Geröllhalde), in der das Wasser verschwindet und am Fuß der Schlucht als Bergbach wieder zutage tritt. Der Wasserfall führt nur zum Ende des Winters und im Frühling größere Mengen Wasser. Im Sommer ist bestenfalls ein Wasserschleier zu beobachten, der wegen der großen Fallhöhe vom Wind zerstreut wird. Der Wasserfall wird von den Einheimischen heute „Mavroneri“ („Schwarzwasser“) genannt. 
Koordinaten: 37° 59′ 21″ N, 22° 12′ 28″ O

## Legende und Forschung
Die Legende schreibt dem Wasser des Styx todbringende Eigenschaften zu. Ziegen, die versehentlich davon getrunken hätten, seien, so berichtet im 2. Jahrhundert nach Christus der griechische Reiseschriftsteller Pausanias, tot umgefallen. 

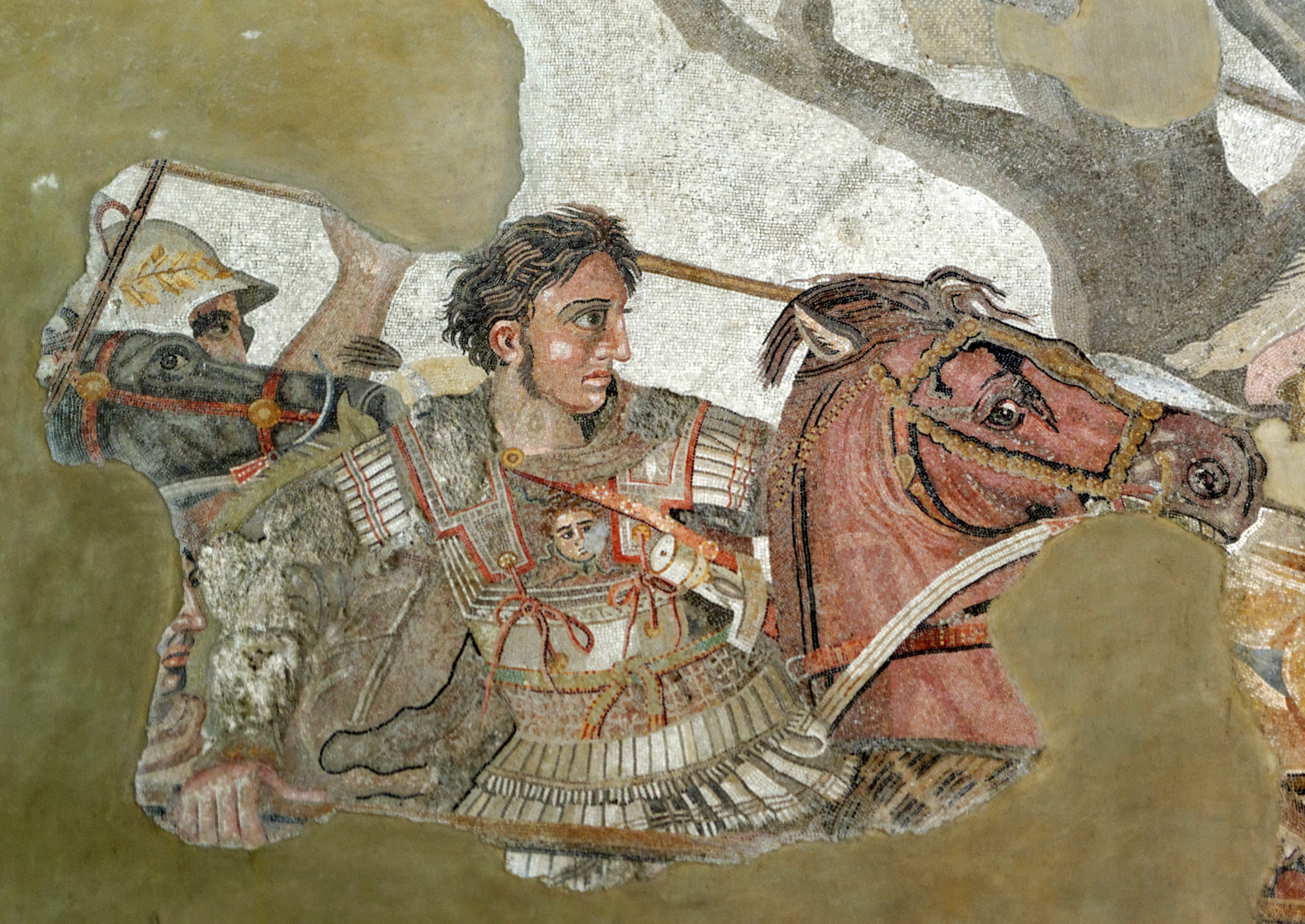
Alexander der Große in der Schlacht bei Issos gegen den Perserkönig Darius 333 v. Chr.

Unter anderem Alexander der Große soll so am 10. Juni 323 v. Chr. in Babylon an einem mit Styxwasser versetzten Trunk nach zwei Wochen qualvoll gestorben sein. Zunächst auftretende Übelkeit habe er, noch von Trauer über seinen verstorbenen Geliebten Hephaistion überwältigt, zwei Tage und Nächte lang vergeblich mit unverdünntem Wein zu kurieren versucht, bis er mit hohem Fieber und von stechendem Schmerz im Oberbauch gepeinigt aus dem Schlaf aufgeschrien habe. Jede Berührung der Haut löste den Zeitgenossen nach brennende Schmerzen aus, als wäre der Körper von offenen Wunden bedeckt. Hernach war der Makedonier geistig verwirrt, seine gelallten Befehle blieben den Begleitern unverständlich. Nach einer Woche konnte er nurmehr Kopf und Finger bewegen.
Die Toxikologin Antoinette Hayes schreibt nach gemeinsamen Recherchen mit der US-Historikerin Adrienne Mayor von der Stanford University diese Symptome dem Ur-Bakterium Micromonospora echinospora zu, das sich in der Schuttreiße massenhaft vermehrt haben könnte. Denn das auf Kalkstein wachsende Bakterium benötigt zur Vermehrung unter Lichtabschluss neben Ammoniak aus dem Regenwasser sowie aus dem Fels gelöstem Kalzium- und Magnesiumchlorid sehr viel Sauerstoff, wie er durch das Zerstäuben im Schacht zugeführt worden sein könnte. Der Mikroorganismus produziert das tödliche Zellgift Calicheamicin.
Das Endiin breche Hayes zufolge die DNA auf. Zurück blieben nach der Erbgutschädigung leblose Zellklumpen, wobei schon sehr geringe Dosen zu weitflächiger Apoptose führen können. Daher kann der einmal vergiftete Organismus sich nur schwer erholen. Ein Gegengift ist bis heute unbekannt. Auf erste Anzeichen wie Schwäche und Müdigkeit folgten immer weitere Teile des Körpers erfassende Schmerzen. Im Endstadium versagten dann in kurzer Folge Leber, Niere, Blase, Lunge, Herz und das Nervensystem.
Leichtere orale Vergiftungen können zum vorübergehenden Verlust der Stimme führen. Dem entspricht die Tatsache, dass nach der griechischen Sage Zeus an den Ufern der mythologischen Styx die Götter auf heilige Schwüre verpflichtete. Falls sie logen, zwang sie der Gottvater, vom Flusswasser zu trinken, welches sie für fast ein Jahr aller Sprache und Bewegungskraft beraubte.
Wäre Alexander an dem derart „geheiligten“ Gift gestorben, läge es nahe, den Mörder des sich selbst als Halbgott titulierenden Feldherrn unter seinen griechischen Weggefährten zu suchen, denen er leere Versprechungen auf baldige Rückkehr in die Heimat gegeben hatte. Die Theorie vom Tode Alexanders durch Styxwasser ist jedenfalls unbewiesen und wird von vielen Historikern bezweifelt.